# Abanilla (vino)
Abanilla fue una indicación geográfica protegida, utilizada para designar los vinos de la tierra elaborados con uvas producidas en la zona vitícola que comprendía los municipios de Abanilla y Fortuna, en la zona oriental de la comunidad autónoma de la Región de Murcia, España, y que cumplían unos requisitos determinados.
Esta indicación geográfica fue reglamentada en 2003 y desapareció posteriormente tras el cierre de su última bodega.

## Variedades de uva
- Tintas: 
  - Recomendadas: Garnacha Tinta, Monastrell y Tempranillo
  - Autorizadas: Bonicaire, Forcallat Tinta, Petit Verdot, Tempranillo, Garnacha Tintorera, Crujidera, Merlot, Syrah y Cabernet Sauvignon.

- Blancas: 
  - Recomendadas: Airén, Merseguera, Moscatel de Alejandría, Pedro Ximénez, Verdil y Macabeo.
  - Autorizadas: Chardonnay, Malvasía, Moravia dulce, Moscatel de Grano Menudo y Sauvignon Blanc.